# Субраманьям Джайшанкар
Субраманьям Джайшанкар (англ. Subrahmanyam Jaishankar; 9 січня 1955, Нью-Делі) — індійський дипломат, міністр закордонних справ Індії з 31 травня 2019 року. Член партії «Бхаратія Джаната». З 5 липня 2019 року є членом парламенту Індії у Раджья Сабха, де представляє штат Гуджарат.

## Життєпис
Народився 9 січня 1955 року в Нью-Делі. Навчався у державній школі в Делі, потім у престижному коледжі Святого Стефана при Делійському університеті, а потім в Університеті Джавахарлала Неру. Має ступені з політології та міжнародних відносин.
Кар'єру на дипломатичній службі розпочав у 1977 році в Міністерстві закордонних справ Індії. З 1979 по 1981 рік Джайшанкар працював третім секретарем та другим секретарем Місії Індії в Радянському Союзі, де вивчав російську мову. Потім він повернувся до Нью-Делі, де працював спеціальним помічником дипломата Гопаласвамі Партхасараті та заступником Державного секретаря у справах Сполучених Штатів Америки. З 1985 по 1988 рр. — секретар посольства Індії у Вашингтоні, округ Колумбія, США.
З 1988 по 1990 рр. був секретарем посольства в Шрі-Ланці та політичним радником індійських миротворчих сил, відповідальних за роззброєння сторін громадянської війни. З 1990 по 1993 рр. був радником Посольства Індії в Будапешті. Після повернення до Нью-Делі працював директором з питань Східної Європи в Міністерстві закордонних справ, а також прес-секретарем та спічрайтером тодішнього Президента Індії Шанкара Даяла Шарми. З 1996 по 2000 рік Джайшанкар був заступником Глави Місії Посольства Індії в Токіо, Японія. У 2001 році став Послом Індії в Празі, Чехія і обіймав цю посаду до січня 2004 року.
Потім працював у Міністерстві закордонних справ Індії та брав участь у переговорах щодо укладення Цивільної ядерної угоди 2005 року між США та Індією, яка покращила відносини між двома країнами. З 2007 по 2009 рік Джайшанкар був Верховним комісаром Індії в Сінгапурі. Потім був Послом Індії в Китайській Народній Республіці (2009—2013) та Сполучених Штатах (2013—2015). 31 травня 2019 року призначений на посаду міністра закордонних справ Індії, змінивши на цій посаді Сушму Сварадж, яка оголосила про свою відставку ще у 2018 році.

## Сім'я
- Батько — Крішнасвамі Субрахманьяма, відомий індійський зовнішньополітичний коментатор і державний службовець
- Мати — Сулочана.
- Брат — працював державним міністром Індії з питань розвитку сільських районів.
- Дружина — Кіоко Джайшанкар, японка
- Двоє синів — Дхрува і Арджун
- Донька — Медха